# Jerzy Bartoszewicz
Jerzy Bartoszewicz (ur. 19 czerwca 1949 we Wrocławiu) – polski gitarzysta rockowy.

## Życiorys
Wywodzi się z wrocławskiego środowiska muzycznego i jest autodydaktą. W latach 1961–1962 uczęszczał na kursy gry na gitarze, prowadzone przez Mieczysława Martę w Młodzieżowym Domu Kultury przy ul. Kołłątaja. Szybko zasilił składy kilku wrocławskich zespołów rockowych, a były to: Niebieskie Błyskawice, Nastolatki Aleksandra Nowackiego, skąd w 1962 roku Jacek Baran wykradł go do zakładanej przez siebie grupy Zefiry. W latach 1967–1968 grał w zespołach: Gotyki i Grupa I Romualda Piaseckiego.

## Sprzęt

### Gitary
- Gitara elektryczna (przerobiona radziecka gitara akustyczna)
- Futurama II (gitara produkcji angielskiej)
- Samba
- Mussima Eterna De Lux

### Wzmacniacze
- Wzmacniacz 5 W produkcji Jerzego Prużańskiego
- Wzmacniacz kinowy 40 W
- Wzmacniacz 100 W produkcji Wojciecha Hornowicza

### Efekty gitarowe
- Wah-wah produkcji Marka Walla
- Fuzz własnej roboty